# Macrodactylus obscuritarsis
Macrodactylus obscuritarsis är en skalbaggsart som beskrevs av Moser 1926. Macrodactylus obscuritarsis ingår i släktet Macrodactylus och familjen Melolonthidae. Inga underarter finns listade i Catalogue of Life.